# Rumex chalepensis
Rumex chalepensis är en slideväxtart som beskrevs av Philip Miller. Rumex chalepensis ingår i släktet skräppor, och familjen slideväxter. Inga underarter finns listade i Catalogue of Life.